# 海格博斯塔
海格博斯塔（挪威語：Hægebostad）是挪威阿格德爾郡的一個市镇。區政中心為廷沃滕，總面积总计462平方公里，2004年人口為1,616人，人口密度為4人/平方公里。